# Hugoton
Hugoton is een plaats (city) in de Amerikaanse staat Kansas, en valt bestuurlijk gezien onder Stevens County.

## Demografie
Bij de volkstelling in 2000 werd het aantal inwoners vastgesteld op 3708.
In 2006 is het aantal inwoners door het United States Census Bureau geschat op 3560, een daling van 148 (-4,0%).

## Geografie
Volgens het United States Census Bureau beslaat de plaats een oppervlakte van
4,6 km², geheel bestaande uit land. Hugoton ligt op ongeveer 948 m boven zeeniveau.

## Hugoton Gas Field
Nabij Hugoton werd ook een groot aardgasveld ontdekt, dat zich uitstrekt over de staten Kansas, Oklahoma en Texas. 

## Plaatsen in de nabije omgeving
De onderstaande figuur toont nabijgelegen plaatsen in een straal van 40 km rond Hugoton.

## Geboren
- Billy Drago (1949-2019), acteur